# 顧厚焜
顧厚焜（1844年—？），字以崇，號少逸，又號固廬、敦盦，自署求自齋主人，直隸順天府通州籍，江蘇蘇州府元和縣唯亭沙湖人，清朝政治人物。

## 生平
顧厚焜來自唯亭顧氏家族，為明朝顧昇（號允齋）的十三世孫，其家世代書香，康熙帝曾賜御筆「江南第一讀書人家」。曾祖顧庾曾，祖父顧念滋，父顧世駿，母為婁關蔣氏蔣杲玄孫蔣連璧女。顧厚焜為咸豐十年（1860年）元和增貢生，候選訓導，光緒元年（1875年）乙亥恩科順天鄉試舉人，光緒三年（1877年）考取漢謄錄，充國史館漢謄錄官，議敘知縣，光緒九年（1883年）癸未科二甲第一百十三名進士，授刑部江西司主事。
光緒十三年（1887年），奉命遊歷日本、美國、秘魯、古巴、巴西等國，成為近代中國首批公派遊歷使。回國後，歷會典館協修官，調刑部廣西司主事、刑部陝西司主事，記名以直隸州知州用，任池太分防同知。

## 著作
考察期間，著有《對馬島考》、《日本新政考》、《巴西地理兵要》、《美國地理兵要》、《巴西政治考》、《英屬加拿大政治考》、《秘魯政治考》、《古巴政治考》等，還有《桂春齋散體文》二卷、《桂春齋駢體文》二卷、《桂春齋詩草》二卷、《桂堂東詞稿》等。